# 李惇 (北朝)
李惇，字士献，一作士宇，北周原州平高（今宁夏固原）人，自称陇西郡成纪县（今甘肃省秦安县）人，李穆长子。
西魏文帝大统四年（538年），以李穆之功赐爵安平县侯，授车骑大将军、仪同三司、大都督，进爵为安平县公。宇文泰令功臣长子一起与略阳公宇文觉游处，李惇这些人之中，特被重视。每有远方服器珍玩，异域珍奇，赏赐有加。之后授任小武伯，进爵安乐郡公。周武帝天和三年（568年），升为骠骑大将军、开府仪同三司、凤州刺史。先于李穆，在任上去世。赠大将军、原灵豳三州刺史。其子李筠，承袭祖爵。